# Георгий Витовтович
Георгий (Юрий) Витовтович (ум. 1349) — литовский князь, воевода великого князя литовского Ольгерда.

## Биография
Происхождение Георгия Витовтовича доподлинно не установлено, известно лишь, что он не был сыном Великого князя литовского Витовта, как его называет «Указатель к полному собранию русских летописей», так как Георгий Витовтович выступает на историческую сцену в то время, когда Витовт ещё не родился.
После того, как в 1341 году немцы вторглись на Псковские земли, псковичи вынуждены были обратиться за помощью к литовцам. Князь Ольгерд послал к ним вскоре своего воеводу Георгия Витовтовича, а потом и сам с братом Кейстутом и полками литовскими и русскими явился в Псков. Князь Георгий Витовтович, отправился на границу добывать языка[уточнить], но наткнулся на Мекужицком поле у речки Мекужицы на сильную немецкую рать, шедшую к Изборску. Потеряв около шестидесяти своих дружинников, он сумел добраться до Изборска.
На следующий день к городским стенам подошли немцы. Жители послали гонца в Псков к Ольгерду, но помощи не получили. Пять дней стояли немцы под Изборском и вдруг отступили, не зная, что в Изборске не было воды и поэтому он не мог бы долго удерживать осаду.
После этого псковичи упросили Ольгерда дать им в князья сына своего Андрея. Последний, однако, в 1345 году перебрался из Пскова в более богатый Полоцк, оставив своим наместником воеводу Георгия Витовтовича. Псковичи симпатизировали своему новому наместнику, который заслужил уважение своей храбростью во время превентивных походов в немецкие земли.
Во время Шведского крестового похода, предпринятого по инициативе короля Магнуса II Эрикссона для покорения и обращения в католическую веру русского и карельского населения Новгородской республики, псковское войско находилось на Новгородской земле, помогая Новгороду отразить вторжение. Взамен они добились подписания Болотовского договора, который давал суверенитет Псковской республике. Немцы, воспользовавшись отсутствием большей части дружины, стали совершать дерзкие набеги в псковские земли, сжигая и грабя попадающиеся им поселения.
Весной 1349 года Георгий Витовтович, взяв с собою «попов от Святыя Троицы и диакона», направился в Изборск, чтобы освятить церковь Спаса Преображения, что и было благополучно исполнено. Но через два дня к Пскову подошло немецкое войско. Георгий Витовтович вышел против них с дружиной из изборян и псковичей и в первом же бою был убит.
Смерть его вызвала в городе Псков «скорбь и печаль великую». Князя провожало практически всё местное духовенство и он был погребён близ церкви Святой Троицы. После похорон супруга Георгия Витовтовича вместе с детьми выехала из Пскова в Литву.
Ряд исследователей полагают, что Георгий Витовтович был крещён по восточному обряду.